# Xylometazoline
Xylometazoline is een middel dat het neusslijmvlies doet slinken. Het vernauwt de bloedvaatjes in het neusslijmvlies. Het wordt gebruikt bij rinitis (neusverkoudheid), otitis media (middenoorontsteking) en sinusitis (bijholteontsteking). Xylometazoline is verkrijgbaar als neusdruppels of als neusspray.
Het middel is niet bedoeld voor kinderen jonger dan twee jaar. Voor jongeren van 6 tot 12 jaar oud is er een aparte sterkte verkrijgbaar.
De stof is opgenomen in de lijst van essentiële geneesmiddelen van de WHO.

## Werking
In de neus gebracht, doet xylometazoline het neusslijmvlies slinken. Dit vergemakkelijkt de afvoer van vastzittend slijm. Men kan weer beter door de neus ademen. Ook de doorgang tussen middenoor en neusholte wordt wijder. Omwille hiervan wordt dit soort neusdruppels ook wel voorgeschreven bij een middenoorontsteking, om de pijnlijke druk in het middenoor op te heffen. Ook kan men het gebruiken om te ernstige drukverschillen tegen te gaan, die het gevolg zijn van het opstijgen en landen van een vliegtuig.

## Bijwerkingen
- Soms
  - Prikkelend gevoel, niezen en droge neus en keel
  - Hartkloppingen (als er vaak te veel xylometazoline in het lichaam terechtkomt)
  - Bij langdurig aaneensluitend gebruik is er een duidelijk nadelig effect op het trilhaarslijmvlies van de neus. Hierdoor kan een paradoxaal effect ontstaan, waarbij de neus voortdurend verstopt is. Dit is overigens waarschijnlijk vooral een gevolg van de in de neusdruppels voorkomende conserveringsmiddelen. Het middel mag daarom niet langer dan een week onafgebroken gebruikt worden.
- Zelden
  - Overgevoeligheid voor het conserveermiddel
  - Bij porfyrie kan door dit middel een aanval uitgelokt worden

## Wisselwerkingen
Er zijn geen belangrijke wisselwerkingen met andere medicijnen bekend.